# Bandera de Manta
La bandera de la ciudad de Manta y del Cantón Manta se define en 28 de octubre de 1960 en Concejo Cantonal de Manta. Se compone de un rectángulo de proporción 1:2, con una gran cruz blanca sobre un fondo celeste. En el centro de la bandera se ubica el escudo de la ciudad.
- La cruz simboliza una leyenda local, sobre el origen del pueblo manteño.
- El azul representa el cielo y al mar.
- El blanco simboliza la paz e ideal de Manta.[2]